# 埃姆雷·库塔尔默什·阿泰什利
埃姆雷·库塔尔默什·阿泰什利（土耳其語：Emre Kutalmış Ateşli，2001年1月1日—），土耳其男子跆拳道运动员，2022年欧洲跆拳道锦标赛男子87公斤以上级金牌得主、2023年世界跆拳道锦标赛男子87公斤以上级铜牌得主。